# 줄리엣 스티븐슨
줄리엣 스티븐슨(Juliet Stevenson, CBE, 1956년 10월 30일 ~ )은 잉글랜드의 배우이다.

## 서훈
- 1999년 대영 제국 훈장 3등급(CBE)

## 출연 작품

### 영화
- 앤드 오브 워 - 에이미 역
- 인 서치 오브 베토벤 - 나레이션
- 다이애나 - 소니아 역
- 마더 데레사의 편지 - 마더 데레사 역
- 디파처
- 러브 이즈 틱커 댄 워터

### 텔레비전
- 어큐즈드 (BBC)
- 디 엔필드 하운팅 (Sky Living)
- 원 오브 어스 (BBC one)